# Bank of the West Classic 2016
Silicon Valley Classic 2016 — професійний тенісний турнір, що проходив на кортах з твердим покриттям. Це був 45-й за ліком турнір. Належав до категорії Premier у рамках Туру WTA 2016. Відбувся в Стенфорді (США). Тривав з 18 до 24 липня 2016 року.

## Очки і призові гроші

### Розподіл очок
| Дисципліна              | П   | Ф   | ПФ  | ЧФ  | 1/8 | 1/16 | 1/32 | Q   | Q2  | Q1  |
| Жінки, одиночний розряд | 470 | 305 | 185 | 100 | 55  | 30   | 1    | 25  | 13  | 1   |
| Жінки, парний розряд    | 470 | 305 | 185 | 100 | 1   | Н/Д  | Н/Д  | Н/Д | Н/Д | Н/Д |

### Розподіл призових грошей
| Дисципліна              | П        | F       | ПФ      | ЧФ      | 1/8     | 1/16   | Q2     | Q1     |
| Жінки, одиночний розряд | $128,100 | $68,280 | $37,330 | $21,330 | $10,670 | $6,990 | $3,225 | $1,810 |
| Жінки, парний розряд    | $40,300  | $21,330 | $11,735 | $5,975  | $3,240  | Н/Д    | Н/Д    | Н/Д    |

## Учасниці основної сітки в одиночному розряді

### Сіяні учасниці
| Країна          | Гравчиня           | Рейтинг1 | Сіяна |
| --------------- | ------------------ | -------- | ----- |
| США             | Вінус Вільямс      | 7        | 1     |
| Словаччина      | Домініка Цібулкова | 12       | 2     |
| Велика Британія | Джоанна Конта      | 18       | 3     |
| США             | Коко Вандевей      | 35       | 4     |
| Японія          | Місакі Дой         | 36       | 5     |
| Латвія          | Олена Остапенко    | 37       | 6     |
| Франція         | Алізе Корне        | 51       | 7     |
| США             | Варвара Лепченко   | 52       | 8     |

- 1 Рейтинг подано станом на 11 липня 2016.

### Інші учасниці
Нижче наведено учасниць, які отримали вайлдкард на участь в основній сітці:
- Кетрін Белліс
- Джулія Босеруп
- Марія Матіас
- Керол Чжао

Нижче наведено гравчинь, які пробились в основну сітку через стадію кваліфікації:
- Ана Богдан
- Еліца Костова
- Ейжа Мугаммад
- Сачія Вікері

### Відмовились від участі
До початку турніру
- Тімеа Бабош → її замінила  Вероніка Сепеде Ройг
- Маріана дуке-Маріньйо → її замінила  Дженніфер Брейді
- Сє Шувей → її замінила  Наомі Осака
- Дарія Касаткіна → її замінила  Крістина Плішкова
- Анастасія Павлюченкова → її замінила  Уршуля Радванська
- Агнешка Радванська → її замінила  Алісон Ріск
- Леся Цуренко → її замінила  Хань Сіньюнь

### Знялись
- Коко Вандевей (травма правого гомілковостопного суглоба)

## Учасниці основної сітки в парному розряді

### Сіяні пари
| Країна    | Гравчиня             | Країна    | Гравчиня            | Рейтинг1 | Сіяна |
| --------- | -------------------- | --------- | ------------------- | -------- | ----- |
| КНР       | Сюй Їфань            | КНР       | Чжен Сайсай         | 31       | 1     |
| США       | Ракель Атаво         | США       | Абігейл Спірс       | 40       | 2     |
| Хорватія  | Дарія Юрак           | Австралія | Анастасія Родіонова | 83       | 3     |
| Німеччина | Анна-Лена Гренефельд | Чехія     | Квета Пешке         | 105      | 4     |

- 1 Рейтинг подано станом на 11 липня 2016.

### Інші учасниці
Пара, що отримала вайлд-кард на участь в основній сітці:
- Юлія Бейгельзимер /  Крістина Плішкова

## Фінальна частина

### Одиночний розряд
- Джоанна Конта —  Вінус Вільямс, 7–5, 5–7, 6–2

### Парний розряд
- Ракель Атаво /  Абігейл Спірс —  Дарія Юрак /  Анастасія Родіонова, 6–3, 6–4